# Munsår

Munsår på grund av munherpes

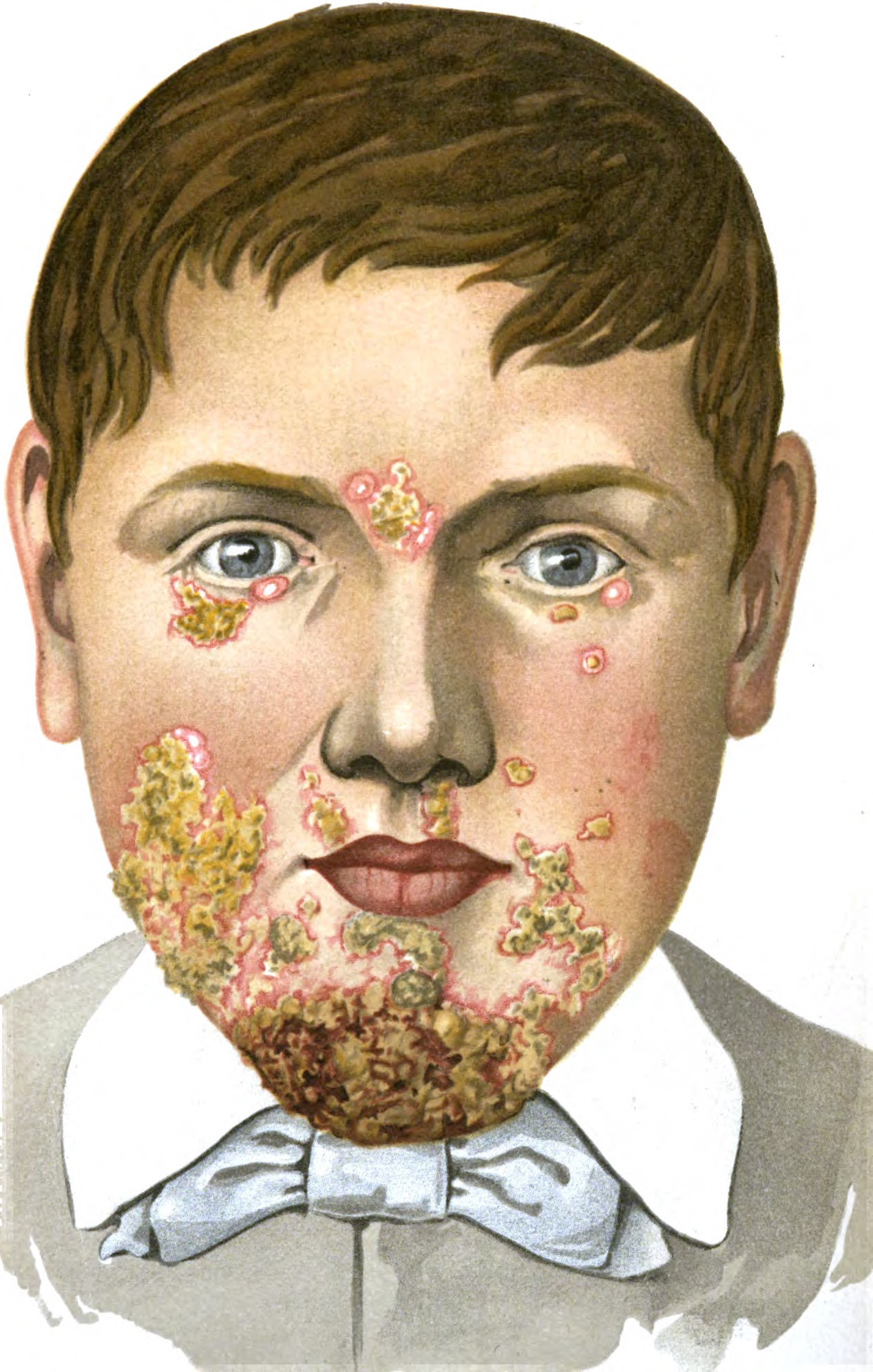
Teckning som föreställer allvarlig impetigo.

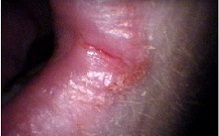
Sår i mungipan eller munvinkelragader. Detta beror inte på herpes eller impetigo, utan kan vara ett tecken på näringsbrist

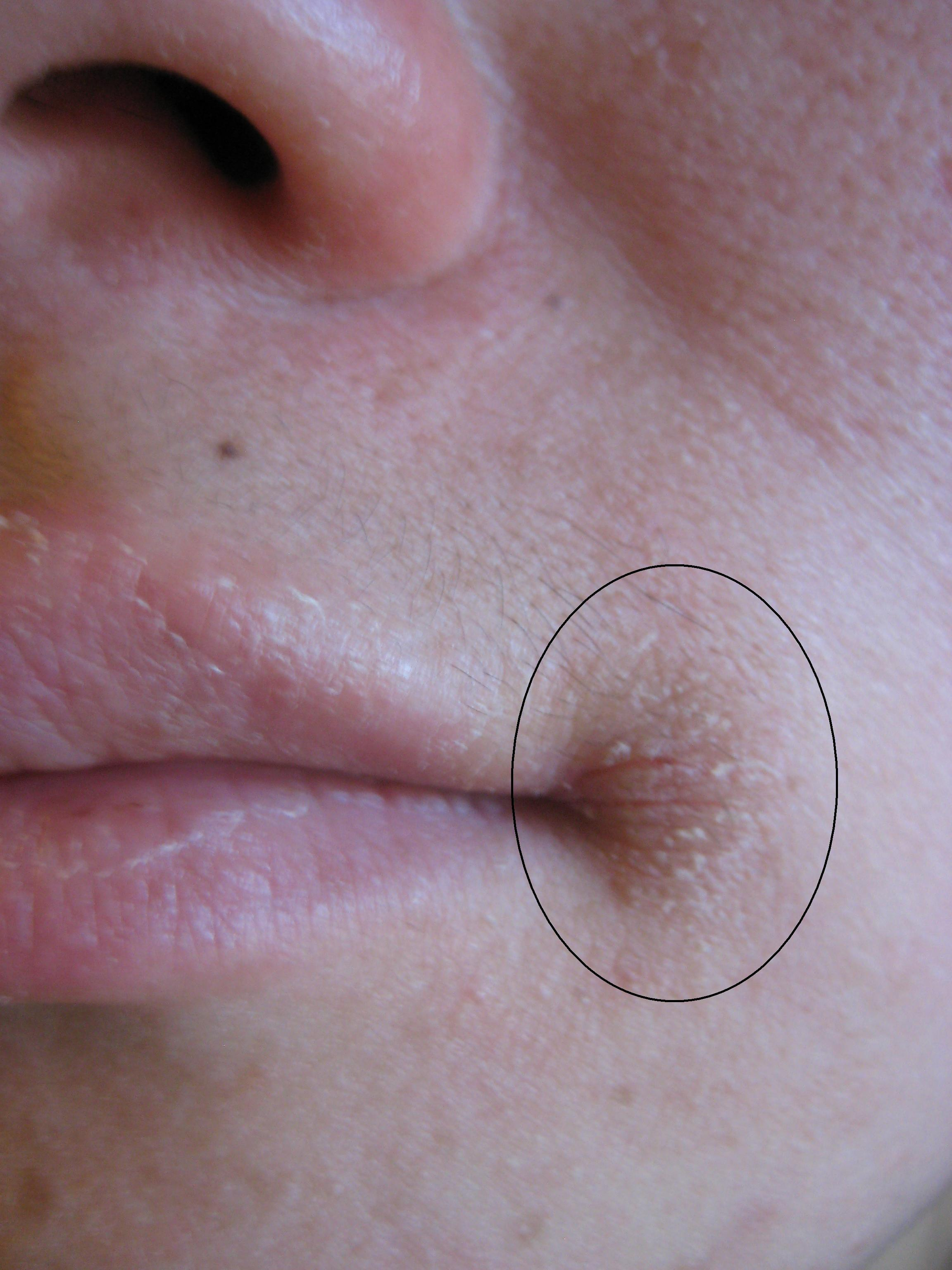
Lindriga munvinkelragader.

Munsår är olika sår i eller kring munnen. Munsår på läpparna orsakas ofta av munherpes, orsakade av viruset herpes simplex. Herpesmunsår har ofta varblåsor. Även bakterieinfektionen impetigo (svinkoppor) kan yttra sig som munsår.
Blödande sår på läpparna som inte ger varblåsor kan vara självsprickor till följd av uttorkning. Munsår utan varblåsor kan också vara ett tecken på vitaminbrist. 
Afte är sår inuti munnen, orsakat av inflammation i munnens slemhinnor, stomatit.

## Impetigo
En annan sjukdom som ger blåsor runt munnen och vardagligt kallas för munsår är impetigo eller svinkoppor. Svinkoppor är en hudsmitta som orsakas av bakterier och behandlas med väteperoxidsalva eller antibiotikasalva. Impetigo kan också uppkomma sekundärt till munherpes och kraftigt förvärra tillståndet.

## Sår i mungipan
Sår i mungipan eller munvinkelragader, som inte är vare sig herpes eller impetigo, yttrar sig inte med blåsor eller vätskande variga sår, utan ter sig som blödande sprickor med fjällande kanter. Sådana sår kan uppkomma som reaktion på kyla eller bero på B-vitaminbrist (exempelvis vitamin B2-brist) eller järnbrist.